# Enginyeria del petroli

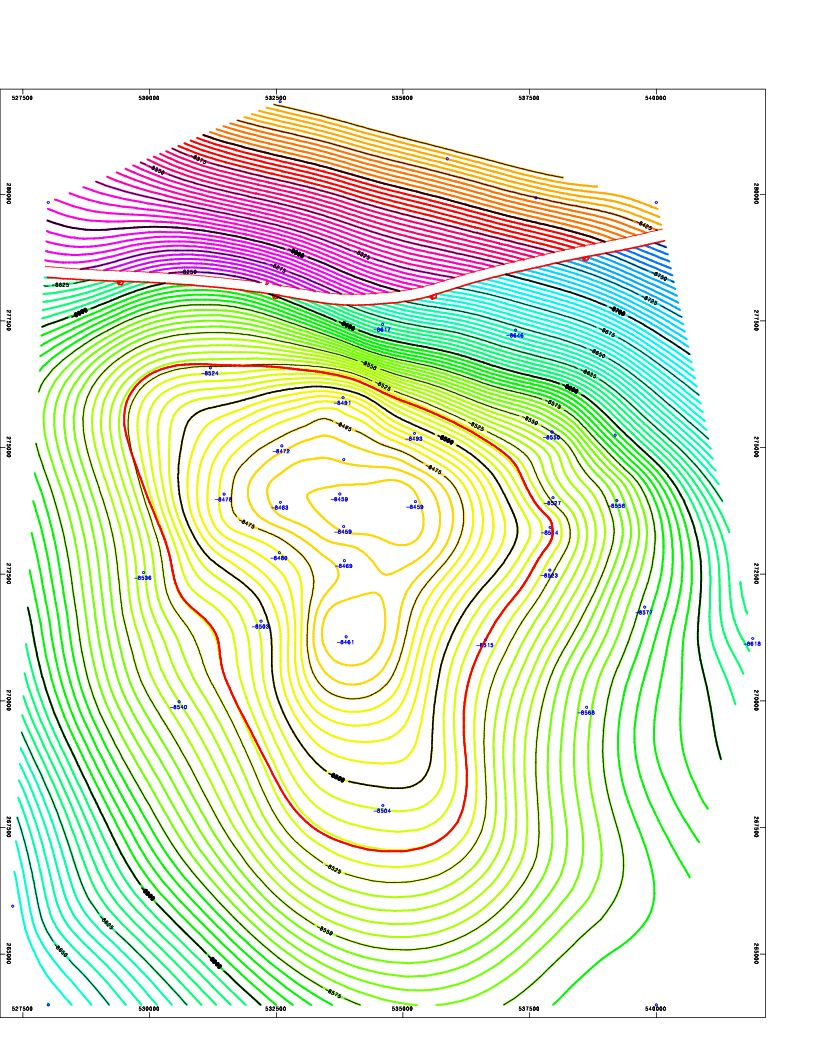
Exemple de mapa utilitzat pels enginyers de dipòsits per determinar on perforar un pou. Aquesta captura de pantalla és d'un mapa d'estructura generat pel programari de mapa de contorns per a un dipòsit de gas i petroli de 8500 peus de profunditat al camp Earth, Vermilion Parish, Erath, Louisiana. El buit d'esquerra a dreta a prop de la part superior del mapa de corbes de nivell indica una falla. Aquesta línia de falla es troba entre les corbes de nivell blau/verd i les corbes de nivell porpra/vermell/groc. La fina línia de contorn circular vermella al centre del mapa indica la part superior del dipòsit de petroli. Com que el gas flota per sobre del petroli, la fina línia de contorn vermella marca la zona de contacte gas/oli.

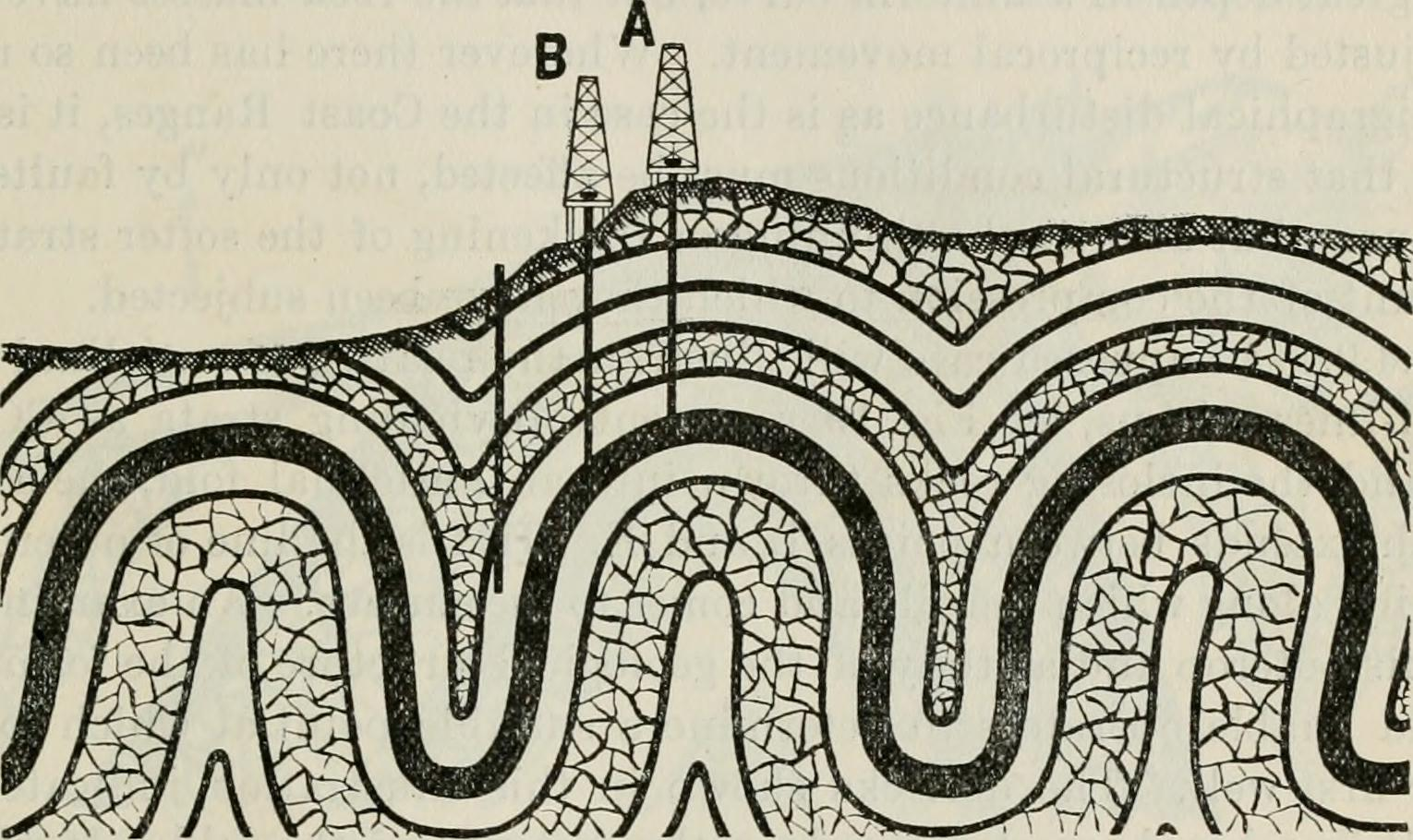
Formacions de petroli i gas a Califòrnia (1900)

L'enginyeria del petroli o enginyeria petroliera és la disciplina de l'enginyeria que estudia l'exploració i les activitats relacionades amb la producció d'hidrocarburs, que pot ser de petroli o de gas natural. L'enginyeria del petroli inclou el coneixement d'altres disciplines com ara l'economia, la geologia, la geoquímica, mecànica, física, sismologia, estudi de les plaques tectòniques, termodinàmica i tots els processos de l'extracció, emmagatzematge i refinació del petroli. Les bases de l'enginyeria del petroli es van establir durant la dècada del 1890 a Califòrnia, quan els geòlegs estudiaven la relació entre els jaciments de petroli i les zones d'aigua per tal d'evitar que es barregessin.

## Visió general
La professió va començar l'any 1914 dins de l'⁣Institut Americà d'Enginyers de Mines, Metal·lúrgics i Petroli (AIME). El primer grau d'Enginyeria del Petroli va ser concedit el 1915 per la Universitat de Pittsburgh. Des de llavors, la professió ha anat evolucionant per resoldre situacions cada cop més difícils. Les millores en el modelatge informàtic, els materials i l'aplicació d'estadístiques, l'anàlisi de probabilitats i les noves tecnologies com la perforació horitzontal i la recuperació millorada del petroli, han millorat dràsticament les eines de l'enginyer petrolier en les últimes dècades. L'automatització, sensors i robots s'estan utilitzant per impulsar la indústria cap a més eficiència i seguretat.
Les condicions de les aigües profundes, àrtiques i desèrtiques solen ser contraposades. Els entorns d'alta temperatura i alta pressió (HTHP) s'han tornat cada cop més habituals en les operacions i requereixen que l'enginyer petrolier tingui coneixements en temes tan amplis com la termohidràulica, la geomecànica i els sistemes intel·ligents.
La Society of Petroleum Engineers (SPE) és la societat professional més gran d'enginyers petroliers i publica molta informació tècnica i altres recursos per donar suport a la indústria del petroli i el gas. Ofereix educació en línia gratuïta (seminaris web), tutoria i accés a SPE Connect, una plataforma exclusiva perquè els membres debatin qüestions tècniques, bones pràctiques i altres temes. Els membres de l'SPE també poden accedir a l'eina de gestió de competències de l'SPE per trobar les fortaleses de coneixements i habilitats i oportunitats de creixement. SPE publica revistes, llibres i revistes revisats. Els membres de SPE reben una subscripció gratuïta al Journal of Petroleum Technology i descomptes en altres publicacions de SPE. Els membres de l'SPE també reben descomptes en les quotes d'inscripció als esdeveniments i cursos de formació organitzats per l'SPE. SPE ofereix beques i beques a estudiants de grau i postgrau.
Segons l'Oficina d'Estadístiques Laborals del Departament de Treball dels Estats Units, els enginyers petroliers han de tenir una llicenciatura en enginyeria, generalment es prefereix un títol centrat en enginyeria del petroli, però també són satisfactoris els graus en enginyeria mecànica, química i civil. L'educació en enginyeria del petroli està disponible a moltes universitats dels Estats Units i d'arreu del món, principalment a les regions productores de petroli. US News & World Report manté una llista dels millors programes d'enginyeria del petroli de grau. SPE i algunes empreses privades ofereixen cursos de formació. Algunes companyies petrolieres tenen classes internes de formació en enginyeria petroliera.

### Salaris
Històricament, l'enginyeria del petroli ha estat una de les disciplines d'enginyeria més ben pagades, tot i que hi ha una tendència als acomiadaments massius quan els preus del petroli baixen i les onades de contractació a mesura que augmenten els preus. El 2020, l'Oficina d'Estadístiques Laborals del Departament de Treball dels Estats Units va informar que el salari mitjà dels enginyers petroliers era de 137.330 dòlars, o aproximadament 66,02 dòlars per hora. El mateix indicador preveia un creixement laboral del 3% en aquest camp des del 2019 fins al 2029.
SPE realitza anualment una enquesta salarial. El 2017, SPE va informar que el membre professional mitjà de l'SPE va informar que guanyava 194.649 dòlars EUA (inclosos el sou i la bonificació). El salari bàsic mitjà reportat el 2016 va ser de 143.006 dòlars. El sou base i altres compensacions van ser, de mitjana, més alts als Estats Units, on el sou base era de 174.283 dòlars EUA. Els enginyers de perforació i producció tendien a fer la millor paga base, 160.026 dòlars EUA per als enginyers de perforació i 158.964 dòlars EUA per als enginyers de producció. El salari base de mitjana oscil·lava entre els 96.382 i els 174.283 dòlars EUA. Encara hi ha bretxes salarials significatives de gènere, més o menys un 5% de la bretxa salarial mitjana dels EUA, que era del 18% de diferència el 2017.
També l'any 2016, US News & World Report va nomenar l'enginyeria del petroli com la millor carrera universitària en termes de salaris mitjans anuals més alts dels treballadors amb formació universitària (entre 25 i 59 anys). L'enquesta de l'⁣Associació Nacional de Col·legis i Empresaris del 2010 va mostrar que els enginyers petroliers eren els graduats del 2010 més ben pagats, amb un salari mitjà anual de 125.220 dòlars. Per a persones amb experiència, els salaris poden oscil·lar entre els 170.000 i els 260.000 dòlars. Guanyen una mitjana de 112.000 dòlars l'any i uns 53,75 dòlars l'hora. En un article de 2007, Forbes.com va informar que l'enginyeria del petroli era la 24a feina millor pagada als Estats Units.

## Subdisciplines
Els enginyers petroliers es divideixen en diversos tipus:
- Els enginyers de dipòsits treballen per optimitzar la producció de petroli i gas mitjançant la col·locació adequada, les taxes de producció i les tècniques de recuperació de petroli millorades.
- Els enginyers de perforació gestionen els aspectes tècnics de la perforació de pous d'exploració, producció i injecció.
- Enginyers de fluids de perforació treballen en una plataforma de perforació de pous de petroli o gas. És responsable de garantir les propietats del fluid de perforació, també conegut com fang de perforació, estan dins de les especificacions dissenyades.
- Els enginyers de finalització (també coneguts com a enginyers del subsòl) treballen per dissenyar i supervisar la implementació de tècniques destinades a garantir que els pous es perforin de manera estable i amb la màxima oportunitat per a la producció de petroli i gas.
- Els enginyers de producció gestionen la interfície entre l'embassament i el pou, incloent-hi perforacions, control de sorra, control de flux de fons i equips de control de fons de pou; avaluar els mètodes d'elevació artificial⁣; i seleccionar equips de superfície que separen els fluids produïts (petroli, gas natural i aigua).
- Els petrofísics recullen informació sobre les propietats del subsòl per construir models d'estabilitat del pou i estudiar les propietats de les roques

## Educació
L'enginyeria del petroli, com la majoria de les formes d'enginyeria, requereix una base sòlida en física, química i matemàtiques. Altres camps pertinents a l'enginyeria del petroli inclouen la geologia, l'avaluació de formacions, el flux de fluids en medis porosos, la tecnologia de perforació de pous, l'economia, la geoestadística, etc.

### Geoestadística del petroli
La geoestadística aplicada a l'enginyeria del petroli utilitza l'anàlisi estadística per caracteritzar els embassaments i crear simulacions de flux que quantifiquen les incerteses de la ubicació del petroli i el gas.

### Geologia del petroli
La geologia del petroli és un camp interdisciplinari format per geofísica, geoquímica i paleontologia. El focus principal de la geologia del petroli és l'exploració i l'avaluació dels embassaments que contenen hidrocarburs mitjançant formes tècniques d'anàlisi.

### Tecnologia de perforació de pous
La tecnologia de perforació de pous és principalment el focus dels enginyers de perforació. Les dues formes de perforació de pous són la perforació de percussió i la perforació rotativa, essent la rotativa la més comuna de les dues. Un aspecte important de la perforació és la broca, que crea un forat d'aproximadament tres i mitja a trenta polzades de diàmetre. Les tres classes de broques, con de rodet, tallador fix i híbrid, utilitzen cadascuna dents per trencar la roca. Per optimitzar l'eficiència i el cost de la perforació, els enginyers de perforació fan ús de simuladors de perforació que els permeten identificar les condicions de perforació. Les tecnologies de perforació, com ara la perforació horitzontal i la perforació direccional, s'han desenvolupat per obtenir hidrocarburs de manera rendible a partir d'acumulació de metà impermeable i de llit de carbó.